# Liste der Abkürzungen (Ghana)

## A
| AATUF    | All African Trade Union Federation                          | Panafrikanischer Gewerkschaftsbund                                                                               |
| ABU      | African Boxing Union                                        | Afrikanische Box-Union                                                                                           |
| ABUGISS  | Aburi Girls Secondary School                                | Mädchengymnasium in Aburi                                                                                        |
| ABUSCO   | Abuakwa State College                                       | staatliches Gymnasium in Akim-Abuakwa                                                                            |
| ACDC     | Army Central Defence Committee                              | Zentrales Verteidigungskomitee der ghanaischen Landstreitkräfte                                                  |
| ACDR     | Association of Committees for the Defence of the Revolution | |
| ACEP     | Africa Centre for Energy Policy                             | NGO für die Kontrolle des Energiesektors mit Sitz in Accra                                                       |
| ACHISCO  | Acherensua Senior High School                               | Gymnasium in Acherensua                                                                                          |
| ACI      | African Culture Institute                                   | Afrikanisches Kulturinstitut                                                                                     |
| ACID     | Amansuri Conservation and Integrated Development            | ghanaisches Umweltschutzprojekt im Jomoro Municipal District                                                     |
| ACONA    | Asanteman Association of North America                      | US-amerikanisch-ghanaischer Interessenverband                                                                    |
| ACP      | African Caribbean Pacific Countries                         | AKP-Staaten |
| ACP      | Action Congress Party                                       | politische Partei in Ghana                                                                                       |
| ACP      | Assistant Commissioner of Police                            | Polizeidienstgrad in Ghana                                                                                       |
| ADB      | African Development Bank                                    | Afrikanische Entwicklungsbank                                                                                    |
| ADB      | Agricultural Development Bank                               | Bank in Ghana |
| ADC      | Agricultural Development Corporation                        | Gesellschaft für landwirtschaftliche Entwicklung                                                                 |
| ADF      | Alliance of Democratic Forces                               | politische Partei in Ghana                                                                                       |
| ADDRO    | Anglican Diocesian Development and Relief Organization      | Hilfs- und Entwicklungsorganisation der Anglikanische Kirchengemeinschaft                                        |
| AEFG     | Aid Effectivness Forum - Ghana                              | Ghana-Zweig einer NGO zur gerechteren Verteilung von Entwicklungshilfe-Geldern                                   |
| AFAG     | Alliance for Accountable Governance                         | regierungskritischer Interessenverband in Ghana                                                                  |
| AFCAS    | African Commission on Agricultural Statistics               | Afrikanische Kommission für landwirtschaftliche Statistiken                                                      |
| AFCON    | Africa Cup of Nations                                       | Fußball-Afrikameisterschaft                                                                                      |
| AFDB     | African Development Bank                                    | Afrikanische Entwicklungsbank                                                                                    |
| AFDC     | Armed Forces Defence Commission                             | Verteidigungsausschuss der ghanaischen Regierung                                                                 |
| AFF      | African Freedom Fighters                                    | |
| AFRC     | Armed Forces Revolutionary Council                          | Militärjunta in Ghana nach dem Rawlings-Putsch am 4. Juli 1979                                                   |
| AFWC     | African Forestry and Wildlife Commission                    | Afrikanische Forst- und Wildtierkommission (der UNO ?)                                                           |
| AGC      | Ashanti (Asante) Goldfield Corporation                      | ghanaisches Bergbauunternehmen                                                                                   |
| AGCC     | African Gold Coast Company                                  | erstes europäisches Bergbauunternehmen auf der Goldküste, gegr. 1878                                             |
| AGI      | Association of Ghana Industries                             | Industrieverband in Ghana                                                                                        |
| AIJC     | Africa Institute of Journalism and Communications           | Bildungseinrichtung in Ghana, Vorläufer der AUCC                                                                 |
| AKATSICO | Akatsi College of Education                                 | Gymnasium in Akatsi (Akatsi South District)                                                                      |
| Akiss    | Akim Swedru Senior High School                              | Gymnasium in Akim-Swedru (Birim South District)                                                                  |
| ALPE     | Alliance for Poverty Eradication                            | ghanaische NGO für die Abschaffung des Privateigentums                                                           |
| AMA      | Accra Metropolitan Assembly                                 | Distriktparlament vom Accra Metropolitan District                                                                |
| AME      | African Methodist Episcopal Zion Church                     | methodistische Kirche in Westafrika                                                                              |
| ANUC     | All Nations University College                              | ghanaisches Universitätscollege in Koforidua der Karunya University in Kombinatore/Indien                        |
| AOMC     | Association of Oil Marketing Companies                      | Vereinigung ölververmarktender Unternehmen in Ghana                                                              |
| APP      | All People's Party                                          | politische Partei in Ghana 1980 - 1981                                                                           |
| APP      | Africa Progress Pannel                                      | eine 2007 von Kofi Annan gestartete Initiative zur Kontrolle der Einhaltung von Verpflichtungen gegenüber der G8 |
| APRP     | All People’s Republican Party                               | politische Partei in Ghana 1969 - 1972                                                                           |
| APTI     | Association of Principals of Technical Institutions         | Verband der Direktoren Technischer Institute in Ghana                                                            |
| ARI      | Animal Research Institute                                   | CSIR-Tierforschungsinstitut in Accra                                                                             |
| ARPB     | Association of Recognized Professional Bodies               | |
| ARPS     | Aborigines' Rights Protection Society                       | antikoloniale Oppositionsbewegung in Ghana, 1897 gegr.                                                           |
| ASP      | Assistant Superintendent of Police                          | Polizeidienstgrad in Ghana                                                                                       |
| ATC      | Adansi Traditional Council                                  | Häuptlingsrat für die traditionelle Adansi-Region                                                                |
| ATTC     | Accra Technical Training Centre                             | Technische Berufsschule in Accra                                                                                 |
| AU       | African Union                                               | Afrikanische Union                                                                                               |
| AU       | Ashesi University                                           | Hochschule in Berekuso bei Accra (Ashesi-Universität)                                                            |
| AUCC     | African University College of Communications                | Bildungseinrichtung in Ghana mit Sitz in Adabraka                                                                |
| AVU      | African Virtual University                                  | satellitengestütztes Fernbildungs- oder E-Learning-Programm für Afrika                                           |
| AWAM     | Association of West African Merchants                       | Händler-Vereinigung in der Kolonialzeit                                                                          |
| AYA      | Anlo Youth Association                                      | politische Jugendorganisation in Ghana                                                                           |
| AYB      | African Youth Brigade                                       | politische Jugendorganisation in Ghana                                                                           |
| AYC      | Africa Youth Command                                        | |

## B
| BA      | Bachelor for Administration                              | ghanaisches Fachabitur für Verwaltung                                |
| BAG     | Bar Association of Ghana                                 |                                                                      |
| BARADEP | Brong Ahafo Regional Agricultural Development Program    | landwirtschaftliches Entwicklungsprogramm für die Brong Ahafo Region |
| BARDEC  | Brong Ahafo Regional Development Corporation             | Gesellschaft für die Entwicklung der Brong Ahafo Region              |
| BASS    | Breman Asikuma Secondary School                          | Gymnasium in Asikuma                                                 |
| BASU    | Brong Ahafo Students Union                               | Studentenvereinigung in der Brong Ahafo Region Ghanas                |
| BECE    | Basic Education Certificate Examination                  | Zertifikationsbehörde für Junior High Schools in Ghana               |
| BGsHC   | Border Guards...                                         |                                                                      |
| BGU     | Border Guard Unit                                        | Grenzbrigade(n) der ghanaischen Streitkräfte                         |
| BHC     | Bank for Housing Construction                            | Hausbau-Bank                                                         |
| B.L.    | Bachelor of Law Sciences                                 | Bakkalaureus der Rechtswissenschaften                                |
| BMA     | Bolgatanga Municipal District Authority                  | Städtische Verwaltung für Bolgatanga                                 |
| BNARI   | Biotechnology and Nuclear Agriculture Research Institute | Unterabteilung der GAEC                                              |
| BNI     | Bureau of National Investigation                         | ghanaischer Geheimdienst                                             |
| BoG     | Bank of Ghana                                            | Nationalbank von Ghana                                               |
| BSL     | Black Star Line                                          | ghanaische Reederei                                                  |
| BSPS    | Business Sector Programme Support                        | Hilfswerk der ghanaischen Wirtschaft                                 |
| BYC     | Blessed Youth Club                                       | Wohltätigkeitsverein in Ghana                                        |

## C
| C & S      | Cherubim and Seraphim Society                               | die christliche Cherubim-und-Seraphim-Gesellschaft                                                               |
| CA         | Constitutional Assembly                                     | Verfassungsgebende Versammlung in Ghana                                                                          |
| CA         | Consultative Assembly                                       | Anhörungsausschuss in Ghana                                                                                      |
| CAGD       | Controller and Accountant General's Department              | Unterabteilung des ghanaischen Finanzministeriums                                                                |
| CAS        | Chief of the Air Staff                                      | Stabschef der ghanaischen Luftstreitkräfte                                                                       |
| CASU       | Catholic Students Union                                     | Katholische Studentenorganisation in Ghana                                                                       |
| CBA        | Collective Bargaining Agreement                             | TEWA-Tariflohn für Lehrer                                                                                        |
| CBD        | Central Business District                                   | Innenstadtbereich von Accra                                                                                      |
| CCAF       | Coca Cola Africa Foundation                                 | Afrika-Stiftung der Coca Cola Comp.                                                                              |
| CCDEF      | Coordinating Committee of Democratic Forces                 | politische Organisation in Ghana                                                                                 |
| CCDF       | Coordinating Committee of Democratic Forces                 | politische Organisation in Ghana                                                                                 |
| CCE        | Center for Civic Education                                  | Volkshochschule in Ghana                                                                                         |
| CCFG       | Chamber of Commerce and Industry of France in Ghana         | Ghana-Ableger der Französischen Industrie- und Handelskammer (errichtet 2014)                                    |
| CCG        | Christian Council of Ghana                                  | Dachverband der christlichen Kirchen in Ghana                                                                    |
| CCLM       | Community Based Child Labour Monitoring                     | ghanaische Aufsichtsbehörde für Kinderarbeit                                                                     |
| CCMA       | Cape Coast Metropolitan Assembly                            | Distriktparlament im Cape Coast Metropolitan District                                                            |
| CDD-Ghana  | Center for Democratic Development –Ghana                    | |
| CDF        | Chief of the Defence Staff                                  | Chef des Verteidigungsstabes                                                                                     |
| CDR        | Committee for the Defence of the Revolution                 | politische Organisation in Ghana                                                                                 |
| CDS        | Chief of the Defence Staff                                  | Chef des Verteidigungsstabes (Oberkommandierender der ghanaischen Streitkräfte)                                  |
| CDSB       | Criminal Data Service Bureau                                | Datenerfassungs- und Auskunftsabteilung der ghanaischen Polizei                                                  |
| CECAF      | Fishery Committee for the Eastern Central Atlantic          | Fischereikomitee für den östlichen Zentralatlantik                                                               |
| CEDECOM    | Central Regional Development Commission                     | staatliche Behörde für die Entwicklung der Central Region Ghanas                                                 |
| CEDEP      | Center for the Development of People                        | Zentrum für Volksentwicklung                                                                                     |
| CEPS       | Customs, Excise and Preventive Service                      | ghanaische Zollbehörde                                                                                           |
| CGMC       | Chamber of Ghanaian Mining Concessionaires                  | Kammer der ghanaischen Minenbetreiber                                                                            |
| CHDSCGHANA | Centre for Human Development and Social Change, Ghana       | ghanaischer Zweig eines internationalen Entwicklungshilfeprojekts                                                |
| CHPS       | Community-Based Health Planning and Service Compound        | staatliche Betreibergesellschaft für lokale Gesundheitszentren in Ghana                                          |
| CHRAJ      | Commission on Human Rights and Administrative Justice       | Kontrollorganisation des ghanaischen Parlaments für Menschenrechte und administrative Gerechtigkeit in Ghana     |
| CIC        | Community Information Centre                                | Büro der staatlichen Verwaltung auf lokaler Ebene                                                                |
| CIC        | Canadian Independent College of Ghana                       | Bildungseinrichtung in Ghana                                                                                     |
| CIC        | Cambridge International Office, Ghana                       | Bildungseinrichtung in Ghana                                                                                     |
| CICOL      | Civil Society Coalition on Land                             | |
| CID        | Criminal Investigations Department                          | Kriminalpolizei in Ghana                                                                                         |
| CIMB       | The Chartered Institute of Marketing, Ghana                 | Bildungseinrichtung in Ghana mit Sitz in Accra                                                                   |
| CILT       | Chartered Institute of Logistics and Transports             | Transportgesellschaft in Ghana                                                                                   |
| CIP        | Community Initiated Project                                 | kommunal-initiiertes Projekt                                                                                     |
| CLGSA      | Civil and Local Government Staff Association                | Vereinigung der ghanaischen Zivilbeamten (?) (Nachfolgeorganisation der CSA)                                     |
| CMA        | Christian Mothers Association                               | Vereinigung christlicher Mütter in Ghana                                                                         |
| CMB        | Cocoa Marketing Board                                       | staatliche Regulierungsbehörde für den Kakaoanbau in Ghana                                                       |
| CME        | Council of Muslim Elders                                    | islamische Organisation in Ghana                                                                                 |
| CMS        | Church Missionary Society                                   | christliche Missionsgesellschaft in Ghana                                                                        |
| CNS        | Chief of the Naval Staff                                    | Stabschef der ghanaischen Seestreitkräfte                                                                        |
| CO         | Colonial Office                                             | britisches Kolonialministerium                                                                                   |
| COAS       | Chief of the Army Staff                                     | Stabschef der ghanaischen Landstreitkräfte                                                                       |
| COCOBOD    | Ghana Cocoa Board                                           | Kakao-Aufkauf- und Vermarktungsbehörde in Ghana                                                                  |
| COPAL      | Cocoa Producers’ Alliance                                   | westafrikanische Vereinigung der Kakaoproduzenten mit Sitz in Lagos/Nigeria                                      |
| COSG       | Cross of the Order of the Star of Ghana                     | ghanaischer Orden                                                                                                |
| COSGA      | Copyright Society of Ghana                                  | Gesellschaft für Benutzungsrechte in Ghana                                                                       |
| COTVET     | Council for Technical and Vocational Education and Training | Ghanaische Schule für Journalismus                                                                               |
| COV        | Companion of the Order of the Volta                         | Träger des ghanaischen Volta-Ordens                                                                              |
| COYA       | Committee on Youth Associations                             | Dachverband der Jugendorganisationen in Ghana                                                                    |
| CPA        | Community Protection Assistants                             | Mitglied einer lokalen Bürgerwehr in Ghana                                                                       |
| CPA        | Cocoa Producers Alliance                                    | Vereinigung der Kakao-Bauern in Ghana                                                                            |
| CPC        | Cocoa Purchasing Company                                    | staatlicher Kakao-Aufkäufer in Ghana                                                                             |
| CPP        | Convention People’s Party                                   | politische Partei in Ghana                                                                                       |
| CPU        | Community Protection Units                                  | lokale Bürgerwehr-Einheit in Ghana                                                                               |
| CRI        | Crops Research Institute                                    | Nutzpflanzen-Forschungsinstitut in Ghana                                                                         |
| CRIG       | Cocoa Research Institute of Ghana                           | Forschungsinstitut für den Kakaoanbau mit Sitz in New Tafo/Ghana als Pilotprojekt der Welternährungsorganisation |
| CSA        | Civil Servants Association                                  | Vereinigung der ghanaischen Zivilbeamten                                                                         |
| CSIR       | Council (Centre) for Scientific and Industrial Research     | Rat für wissenschaftliche und industrielle Forschung                                                             |
| CSSPS      | Computered School Selection and Placement System            | Schulauswahl- und Bewertungsprogramm in Ghana                                                                    |
| CSU        | Christian Service University College                        | protestantisches Universitätscollege in Ghana                                                                    |
| CTO        | Commonwealth Telecommunication Organization                 | Organisation für Telekommunikation der Commonwealth-Staaten                                                      |
| CTS        | (West African) Command Clerks Training School               | |
| CUCG       | Catholic University College of Ghana                        | Universitätscollege in Fiapre/Ghana als Institution der Katholischen Universität von Ghana                       |
| CUT        | Committee for Togolese Unity                                | politische Organisation in Ghana                                                                                 |
| CVC        | Citizens' Vetting Committee                                 | ghanaisches Komitee für Volksgesundheit                                                                          |
| CWA        | Catholic Women's Association                                | katholischer Frauenbund in Ghana                                                                                 |
| CWO        | Chief Warrant Officer                                       | militärische Stellung innerhalb der ghanaischen Streitkräfte                                                     |
| CYO        | Catholic Youth Organization                                 | katholische Jugendorganisation in Ghana                                                                          |

## D
| DA       | District Assembly                                              | District-Parlament in Ghana                                                                      |
| DACF     | District Assembly Common Fund                                  | Finanzetat für ghanaische Distriktversammlungen                                                  |
| DAG      | Democratic Alliance of Ghana                                   | politische Partei in Ghana                                                                       |
| DAO      | District Administrative Officer                                | ghanaischer Verwaltungsbeamter auf Distriktebene                                                 |
| DAPIT    | Development and Application of Intermediate Technology Program | Programm zur Erarbeitung und Anwendung interdisziplinärer Technologien                           |
| DASS     | Damongo Secondary School                                       | Schule in Damongo                                                                                |
| DASSATEC | Damongo Technical Secondary School                             | Schule in Damongo                                                                                |
| DC       | District Commissioner                                          | Distriktkommissar in Ghana                                                                       |
| DCE      | District Chief Executive                                       | Oberster Beamter in ghanaischen Distrikten                                                       |
| DCOP     | Deputy Commissioner of Police                                  | Polizeidienstgrad in Ghana                                                                       |
| DDF      | District Development Facility                                  | Anlagen zur Verbesserung der Infrastruktur in ghanaischen Distrikten                             |
| DDF      | District Development Fund                                      | staatlicher Geldfonds für Distriktentwicklung                                                    |
| DEC      | District Executive Committee                                   | Exekutivbehörde eines ghanaischen Distriktes                                                     |
| DEOC     | District Education Oversight Committee                         | Schulaufsichtsbehörde in Ghana                                                                   |
| DFI      | Department of Factories Inspectorate                           | Gewerbeaufsichtsamt des ghanaischen Ministeriums für Arbeit und soziale Wohlfahrt                |
| DFID     | Department for International Development                       | Ministerium für internationale Entwicklung der britischen Regierung (seit 1997)                  |
| DFP      | Democratic Freedom Party                                       | politische Partei in Ghana                                                                       |
| DIC      | Divestiture Implementation Committee                           | Komitee für die Durchführung von Amtsenthebungen                                                 |
| DMA      | Dormaa Municipal District                                      | Distrikt in Ghana                                                                                |
| DMC      | Diamond Marketing Corporation                                  | ghanaische Gesellschaft zur Vermarktung von Edelsteinen                                          |
| DMHIS    | District Mutual Health Insurance Scheme                        | Distriktverwaltung der staatlichen Krankenversicherung                                           |
| DOC      | Department of Cooperatives                                     | Amt für Kooperative des ghanaischen Ministeriums für Arbeit und soziale Wohlfahrt                |
| DOVVSU   | Domestic Violence and Victim Support Unit                      | Abteilung der ghanaischen Polizei zur Verfolgung häuslicher Gewalt und Unterstützung ihrer Opfer |
| DPP      | Democratic People's Party                                      | politische Partei in Ghana                                                                       |
| DS       | District Secretary                                             | Distriktsekretär                                                                                 |
| DSP      | Deputy Superintendant of Police                                | Polizeidienstgrad in Ghana                                                                       |
| DSW      | Department of Social Welfare                                   | Amt für soziale Wohlfahrt des ghanaischen Ministeriums für Arbeit und soziale Wohlfahrt          |
| DUA      | Democratic Union of Africa                                     | politische Organisation in Ghana                                                                 |
| DVC      | Diaspora Vote Committee                                        | Ausschuss für die Stimmrechte ghanaischer Minderheiten                                           |
| DVLA     | Driver and Vehicle Licensing Authority                         | Führerschein- und Kraftfahrzeugzulassungsamt in Ghana                                            |
| DWM      | 31st December Women's Movement                                 | ghanaische Frauenbewegung                                                                        |
| DWP      | Decent Work Programme                                          | Programm der Internationalen Arbeitsorganisation                                                 |
| DYLG     | Democratic Youth League of Ghana                               | politische Jugendorganisation in Ghana                                                           |

## E
| EC     | Electoral Commission                                                      | staatliche Wahlkommission in Ghana                                                                                         |
| EC     | Energy Commission                                                         | Staatliche Kommission für den Energiesektor in Ghana                                                                       |
| ECD    | Evaluating Capacity Development in Research and Development Organizations | Bewertungsprojekt für wissenschaftliche und Entwicklungs-Programme in Ghana                                                |
| ECG    | Electricity Company of Ghana                                              | staatliches Energieversorgungsunternehmen in Ghana                                                                         |
| ECMMTP | Eastern Corridor Multi-Modal Transport Project                            | Hafenbauprojekt am Akosombo-Staudamm                                                                                       |
| ECOMOG | ECOWAS Monitoring Group                                                   | ECOWAS-Kontrollgruppe |
| ECOWAS | Economic Community of West African States                                 | Westafrikanische Wirtschaftsgemeinschaft                                                                                   |
| ECRAG  | Entertainment Critics and Reviewers Association of Ghana                  | Vereinigung der ghanaischen Kritiker und Rezensenten                                                                       |
| EDAIF  | Export Development Agricultural Investment Fund                           | Ghanaischer Entwicklungsfonds für exportorientierte Landwirtschaft                                                         |
| EDIAF  | Export Trade Agricultural and Industrial Development Fund                 | Geldfonds für die Exportwirtschaft Ghanas                                                                                  |
| EDP    | Entrepreneurship Development Program                                      | ghanaisches Entwicklungsprogramm zur Wirtschaftsförderung                                                                  |
| EEC    | European Economic Community                                               | Europäische Wirtschaftsgemeinschaft                                                                                        |
| EGLE   | Every Ghanaian Living Everywhere                                          | politische Partei in Ghana                                                                                                 |
| EI     | Executive Instrument                                                      | Verwaltungsanweisung des ghanaischen Präsidenten                                                                           |
| EITI   | Extractive Industries Transparency Initiative                             | Initiative des G8-Gipfeltreffens 2003 in Évian-les-Bains zur Transparenz im Zahlungsverkehr rohstofffördernder Unternehmen |
| EOCO   | Economic and Organised Crime Office                                       | Dezernat der ghanaischen Polizei für Wirtschaftskriminalität und organisiertes Verbrechen                                  |
| EPA    | Economic Partnerships Agreements                                          | Allgemeine Geschäftsbedingungen bzw. Klauseln eines Rechtsvertrages                                                        |
| EPUC   | Evangelical Presbyterian University College                               | Universitätscollege der Presbyterianischen Kirche in Ghana                                                                 |
| EREDEC | Eastern Regional Development Corporation                                  | Gesellschaft für die Entwicklung der Eastern Region in Ghana                                                               |
| ERP    | Economic Recovery Program                                                 | Programm für die wirtschaftliche Erholung Ghanas                                                                           |
| ETLS   | ECOWAS Trade Liberalisation Scheme                                        | Programm der Westafrikanischen Wirtschaftsgemeinschaft zur Liberalisierung des Handels                                     |

## F
| FAO        | Food and Agriculture Organization                  | Welternährungsorganisation der UNO                                       |
| FAT-Africa | Financial Accountability and Transparency - Africa | Afrika-Abteilung einer NGO für Transparenz von Staatsfinanzen            |
| FC         | Forestry Commission                                | Forstbehörde im Ministerium für Landnutzung, Forstwesen und Bergbau      |
| FCUBE      | Free Compulsory Universal Basic Education          | Schulbildungs-Pflichtprogramm in Ghana                                   |
| FDA        | Food and Drugs Authority                           | Drogenbehörde Ghanas                                                     |
| FDB        | Food and Drugs Board                               | Amt für Ernährung und Volksgesundheit in Ghana                           |
| FDC        | Food Distribution Corporation                      | Gesellschaft für die Verteilung von Nahrungsmitteln                      |
| FEAC       | Foreign Exchange Auction Committee                 | ghanaisches Versteigerungskomitee für Auslandsdevisen                    |
| FGM        | Female Genital Mutilation                          | Klitorisbeschneidung und Infilbulation bei Frauen                        |
| FOD        | Fraternal Order of Police                          | Bruderschaft der Polizei (Nichtregierungsorganisation in Ghana)          |
| FOIB       | Freedom of Information Bill                        | ghanaisches Gesetz für Informationsfreiheit                              |
| FORIG      | Forestry Research Institute of Ghana               | CSIR-Institut für Waldforschung in Kumasi                                |
| FOREX      | Foreign Exchange Bureau                            | ghanaisches Devisenbüro                                                  |
| FPD        | Front for the Prevention of Dictatorship           | politische Partei in Ghana                                               |
| FPIB       | Forest Production Inspection Bureau                | Büro des forstwirtschaftlichen Inspektors in Ghana                       |
| FRI        | Food Research Institute                            | CSIR-Institute für Ernährungsforschung, Sitz: Accra/Ghana                |
| FSD        | Forest Service Division                            | Unterabteilung der staatlichen Forstbehörde                              |
| FSM        | Forces Sergeant Major                              | militärischer Dienstgrad in Ghana                                        |
| FWSC       | Fair Wages and Salaries Commission                 | Kommission für gerechte Löhne und Gehälter im öffentlichen Sektor Ghanas |
| FY         | Federation of Youth                                | Jugendorganisation in Ghana                                              |
| FYO        | Federated Youth Organization                       | Jugendorganisation in Ghana                                              |

## G
| GAAS      | Ghana Academy of Arts and Sciences                             | Ghanaische Akademie der schönen Künste                                                             |
| GABA      | Ghana Amateur Boxing Association                               | ghanaischer Amateur-Boxverband                                                                     |
| GACC      | Ghana Anti-Corruption Campaign Coalition                       | ghanaische Anti-Korruptionsbehörde (unter der Mahama-Regierung)                                    |
| GACON     | Ghana Association for Conservation of Nature                   | Organisation für Naturschutz in Ghana                                                              |
| GADL      | Ghana Association of Democratic Lawyers                        | Ghanaische Vereinigung der demokratischen Rechtsanwälte                                            |
| GAEC      | Ghana Atomic Energy Commission                                 | parlamentarische Atomenergiebehörde in Ghana                                                       |
| GAF       | Ghana Armed Forces                                             | Streitkräfte Ghanas                                                                                |
| GAFCSC    | Ghana Armed Forces Command & Staff College                     | Fachschule des Oberkommandos und Stabs der ghanaischen Streitkräfte                                |
| GAS       | Ghana Academy of Sciences                                      | Ghanaische Akademie der Wissenschaften                                                             |
| GAINS     | Ghana Agricultural Information Network System                  | ghanaischen landwirtschaftliches Informationsnetzwerk                                              |
| GAW       | Ghana Association of Writers                                   | ghanaischer Schriftstellerverband                                                                  |
| GAWU      | Ghana Agricultural Workers' Union                              | Vereinigung ghanaischer Landarbeiter                                                               |
| GAWW      | Ghanaian Association for Women's Welfare                       | ghanaische Vereinigung für Frauen-Wohlfahrt                                                        |
| GBA       | Ghana Bar Association                                          | Rechtsanwaltskammer in Ghana                                                                       |
| GBC       | Ghana Bauxite Company                                          | Bergbauunternehmen in Ghana                                                                        |
| GBC       | Ghana Broadcasting Corporation                                 | staatliche Rundfunkgesellschaft in Ghana                                                           |
| GBUC      | Ghana Baptist University College                               | Gymnasium der baptistischen Kirche in Ghana                                                        |
| GC        | Gold Coast                                                     | die britische Kolonie Goldküste                                                                    |
| GCARPS    | Gold Coast Aborigines' Rights Protection Society               | Gesellschaft zum Schutz der Eingeborenenrechte in der britischen Kolonie Goldküste                 |
| GC        | Grand Coalition                                                | politische Vereinigung in Ghana                                                                    |
| GCAA      | Ghana Civil Aviation Authority                                 | Ghanaische Behörde für zivile Luftfahrt                                                            |
| GCAO      | Ghanaian Canadian Association of Ontario                       | Ghanaisch-Kanadischer Interessenverband                                                            |
| GCB       | Ghana Commercial Bank                                          | Bank in Ghana                                                                                      |
| GCC       | Gold Coast Constabulary                                        | Polizei der Goldküste                                                                              |
| GCC       | Ghana Co-operative College                                     | Berufsfachschule der ghanaischen Kooperativen                                                      |
| GCC       | Ghana Co-operative Council                                     | Dachverband der ghanaischen Kooperativen                                                           |
| GCD       | Ghana Consolidated Diamonds Ltd.                               | Bergbauunternehmen in Ghana                                                                        |
| GCEU      | Gold Coast Ex-Servicemen's Union                               | Vereinigung ehemaliger Beamter der Goldküstenkolonie                                               |
| GCFA      | Gold Coast Farmers' Association                                | Bauernverband der britischen Kolonie Goldküste                                                     |
| GCHC      | Ghana Cargo Handling Company                                   | ghanaisches Unternehmen für Warenumschlag                                                          |
| GCMA      | Ghana Co-operative Marketing Association                       | Vereinigung zur Vermarktung von Produkten ghanaischer Kooperativen                                 |
| GCP       | Ghana Congress Party                                           | politische Partei in Ghana 1951 - 1958                                                             |
| GCPP      | Great Consolidated Popular Party                               | politische Partei in Ghana                                                                         |
| GCSA      | Ghana Civil Servants Association                               | Vereinigung ghanaischer Zivilbeamter                                                               |
| GCTUC     | Gold Coast Trade Union Congress                                | Gewerkschaft in der britischen Kolonie Goldküste                                                   |
| GCUC      | Garden City University College                                 | Universitätscollege für Gartenbau in Ghana ?                                                       |
| GCUC      | Ghana Christian University College                             | Christliches Universitätscollege in Accra                                                          |
| GDM       | Ghana Democratic Movement                                      | ghanaische Oppositionspartei der 1980er mit Sitz in London                                         |
| GDP       | Gross Domestic Product                                         | Bruttoinlandsprodukt                                                                               |
| GDRP      | Ghana Democratic Republican Party                              | politische Partei in Ghana                                                                         |
| GEC       | Ghana Enterprises Commission                                   | ghanaische Kommission für Unternehmen                                                              |
| GEPC      | Ghana Export Promotion Council                                 | ghanaischer Rat für Exportförderung                                                                |
| GES       | Ghana Education Service                                        | staatliche Schulbehörde in Ghana                                                                   |
| GET       | Ghana Educational Trust                                        | ghanaische Stiftung (?) für Bildung                                                                |
| GFA       | Ghana Football Authority oder Ghana Football Association       | staatlicher Fußballverband in Ghana                                                                |
| GFDC      | Ghana Food Distribution Corporation                            | staatliche Gesellschaft zur Nahrungsmittelverteilung in der Zeit der NRC-Regierung in Ghana        |
| GFIC      | Ghana Film Industry Corporation                                | ghanaische Film-Gesellschaft                                                                       |
| GGBL      | Guinness Ghana Breweries Limited                               | ghanaischer Ableger der irischen Guinness-Brauerei                                                 |
| GHA       | Ghana Highway Authority                                        | ghanaische Autobahn-Behörde                                                                        |
| GHAPSO    | Ghana People's Solidarity Organization                         | Volkssolidarität in Ghana                                                                          |
| GHS       | Ghana Health Service                                           | ghanaischer Gesundheitsdienst                                                                      |
| GIA       | Ghana International Airlines                                   | Fluggesellschaft in Ghana                                                                          |
| GIFMIS    | Ghana Integrated Financial Management Information System       | Unterabteilung der PFM                                                                             |
| GIHOC     | Ghana Industrial Holding Corporation                           | Dachverband der ghanaischen Industrie                                                              |
| GIJ       | Ghana Institute of Journalism                                  | Ghanaisches Institut für Journalismus                                                              |
| GILLBT    | Ghana Institute of Linguistics, Literacy and Bible Translation | christlich-missionarisches Institut für Linguistik und Bibelübersetzungen mit Sitz in Tamale/Ghana |
| GIMPA     | Ghana Institute of Management and Public Administration        | staatliche Ausbildungsbehörde für die öffentliche Verwaltung in Ghana; err.1975                    |
| GIPC      | Ghana Investment Promotion Center                              | Ghanaisches Institut für Wirtschaftsinvestitionen                                                  |
| GIS       | Ghana Immigration Service                                      | Einwanderungsbehörde in Ghana                                                                      |
| GJA       | Ghana Journalists Association                                  | ghanaischer Journalistenverband                                                                    |
| GJA       | Ghana Judo Association                                         | ghanaischer Judo-Verband                                                                           |
| GLA's     | Ghanaians Living Aboard                                        | Gesamtheit aller im Ausland lebenden Ghanaer                                                       |
| GLSS      | Ghana Living Standards Survey                                  | Lebensstandard-Index in Ghana                                                                      |
| GMA       | Ghana Manufacturing Association                                | ghanaische Handwerker-Vereinigung                                                                  |
| GMA       | Ghana Medical Association                                      | ghanaischer Ärzte-Verband                                                                          |
| GMA       | Ghana Military Academy                                         | Militärakademie der ghanaischen Streitkräfte                                                       |
| GMFJ      | Ghana Movement for Freedom and Justice                         | politische Partei in Ghana                                                                         |
| GMRC      | Ghana Muslim Representative Council                            | Oberster Rat der ghanaischen Muslime                                                               |
| GNA       | Ghana National Archives                                        | ghanaisches Nationalarchiv                                                                         |
| GNA       | Ghana News Agency                                              | ghanaische Nachrichtenagentur                                                                      |
| GNASBA    | Ghana National Scholarship Beneficiaries Association           | Gesellschaft für Begabtenförderung im Schulsystem Ghanas                                           |
| GNAT      | Ghana National Association of Teachers                         | Nationaler Lehrerverband in Ghana                                                                  |
| GNCC      | Ghana National Chamber of Commerce                             | Handelskammer Ghanas                                                                               |
| GNCC      | Ghana National Commission on Children                          | Nationale Kinderkommission in Ghana                                                                |
| GNCC      | Ghana National Construction Corporation                        | staatliches Bauunternehmen in Ghana                                                                |
| GNECC     | Ghana National Education Campaign Coalition                    | Nationales Bildungsprogramm der ghanaischen Regierung                                              |
| GNFC      | Ghana National Farmers' Council                                | Nationaler Bauernverband in Ghana                                                                  |
| GNFS      | Ghana National Fire Services                                   | Feuerwehr in Ghana                                                                                 |
| GNMC      | Ghana National Manganese Corporation                           | Staatliches Bergbauunternehmen in Ghana                                                            |
| GNPC      | Ghana National Petroleum Corporation                           | Staatliches Erdölunternehmen in Ghana                                                              |
| GNS       | Ghana Nuclear Society                                          | Atomenergie-Organisation (Nonprofit-) in Ghana                                                     |
| GNTC      | Ghana National Trading Corporation                             | staatliches Handelsunternehmen in Ghana                                                            |
| GNUPS     | Ghana National Union of Polytechnic Students                   | Studentenvereinigung in Ghana                                                                      |
| GNYC      | Ghana National Youth Council                                   | ghanaische Jugendbehörde                                                                           |
| GOIL      | Ghana Oil Company                                              | Bergbauunternehmen in Ghana                                                                        |
| GOPDC     | Ghana Oil Palm Development Corporation                         | ghanaische Gesellschaft für den Ölpalmenanbau                                                      |
| GP        | Ghana Post                                                     | staatliche Postanstalt in Ghana                                                                    |
| GPHA      | Ghana Ports and Harbors Authority                              | ghanaische Hafenbehörde                                                                            |
| GPM       | Ghana Patriotic Movement                                       | politische Partei in Ghana                                                                         |
| GPO       | General Post Office                                            | Hauptpostamt                                                                                       |
| GPP       | Ghana Peoples' Party                                           | politische Partei in Ghana                                                                         |
| GPPF      | Ghana Progressive Popular Front                                | politische Partei in Ghana                                                                         |
| GPRTU     | Ghana Private Road Transport Union                             | Organisation zur Interessenvertretung ghanaischer Transportunternehmer                             |
| GPSC      | Ghana Peace and Solidarity Council                             | politische Partei in Ghana                                                                         |
| GPTCWU    | Ghana Petroleum, Transport and Chemical Workers Union          | Gewerkschaft in Ghana                                                                              |
| GPTU      | Ghana Private Transport Union                                  | ghanaische Vereinigung der privaten Transportunternehmer                                           |
| G-RAP     | Ghana Research and Advocacy Programme                          | ghanaisches Ermittler- und Anwaltsprogramm                                                         |
| GRA       | Ghana Revenue Authority                                        | Ghanaische Steuerbehörde                                                                           |
| GRC       | Ghana Railways Corporation                                     | ghanaische Eisenbahngesellschaft                                                                   |
| GREDA     | Ghana Real Estate Developers Association                       | ghanaischer Verband der Bauträger                                                                  |
| GRENEWECA | Genetic Ressources Network for West and Central Africa         | Netzwerk für Pflanzengenetik für West- und Zentralafrika                                           |
| GSB       | Ghana Standards Board                                          | ghanaisches Amt für Standardisierung                                                               |
| GSC       | Ghana Shippers Council                                         | Vereinigung der Schiffskapitäne in Ghana                                                           |
| GSD       | Geological Survey Department                                   | Geologisches Amt in Ghana                                                                          |
| GSE       | Ghana Stock Exchange                                           | ghanaische Börse                                                                                   |
| GSFP      | Ghana School Feeding Programme                                 | staatliches Schulspeisungsprogramm in Ghana                                                        |
| GSL       | Ghana School of Law                                            | ghanaische Gesetzesschule                                                                          |
| GSMA      | Ga South Municipal Assembly                                    | Distriktversammlung im Ga South Municipal District                                                 |
| GSMC      | Ghana State Mining Corporation                                 | staatliches Bergbauunternehmen in Ghana                                                            |
| GSPD      | Ghana Society of the Physical Disabled                         | ghanaischer Versehrten-Verband                                                                     |
| GSSTC     | Ghana Space Science and Technology Center                      | Ghanaisches Institut für Raumfahrt und Raumfahrttechnologie                                        |
| GTB       | Ghana Tourist Board                                            | Fremdenverkehrsamt in Ghana                                                                        |
| GTLC      | Ghana Trade and Livelihood Coalition                           | ghanaischer Einzelhändler-Verband                                                                  |
| GTMC      | Ghana Timber Marketing Board                                   | staatliche Gesellschaft zur Holz-Vermarktung in Ghana                                              |
| GTMO      | Ghana Timber Miller Organization                               | ghanaische Organisation des holzverarbeitenden Handwerks (?)                                       |
| GTP       | Ghana Textil Printing                                          | Sammelbezeichnung für traditionelle ghanaische Textildruck-Techniken                               |
| GTPCWU    | General Transport, Petroleum and Chemical Workers' Union       | ghanaische Gewerkschaft der Transport-, Erdöl- und Chemiearbeiter                                  |
| GTUC      | Ghana Telecom University College                               | Universitätscollege in Tesano/Accra                                                                |
| GTV       | Ghana Television                                               | staatliche Fernsehanstalt in Ghana                                                                 |
| GUNSA     | Ghana United Nations Students' Association                     | ghanaischer Zweig des Internationalen Studentenbundes ISMUN                                        |
| GUP       | Ghana University Press                                         | Verlagsanstalt der staatlichen Universitäten Ghanas                                                |
| GUPS      | Ghana Union of Professional Students                           | Studentenorganisation in Ghana                                                                     |
| GWC       | Ghana Water Company (Limited)                                  | Staatliches Wasserversorgungsunternehmen in Ghana                                                  |
| GWCL      | Ghana Water Company Limited                                    | Staatliches Wasserversorgungsunternehmen in Ghana                                                  |
| GYEEDA    | Ghana Youth Employment and Entrepreneurial Development Agency  | ghanaische Agentur für die Beschäftigung Jugendlicher (unter der Mahama-Regierung)                 |
| GYP       | Ghana Young Pioneer movement                                   | ghanaische Jugendorganisation                                                                      |

## H
| HRD  | Human Resource Development    | Beschäftigungsförderprogramm des ghanaischen Ministeriums für Arbeit und soziale Wohlfahrt |
| HSWU | Health Service Workers' Union | Vereinigung der Beschäftigten im ghanaischen Gesundheitswesen                              |

## I
| IAP   | Implementation Action Plan                                      | Aktionsplan im Rahmen der Beschäftigungsförderung des ghanaischen Ministeriums für Arbeit und soziale Wohlfahrt |
| IAS   | Institute of African Studies                                    | Institut für afrikanische Studien in Legon/Ghana                                                                |
| IASB  | International African Service Bureau                            | ? |
| IBRD  | International Bank for Reconstruction and Development           | Internationale Bank für Wiederaufbau und Entwicklung                                                            |
| ICC   | Industrial Co-operative Corporation                             | Gesellschaft für industrielle Kooperation (?)                                                                   |
| ICCES | Integrated Community Centres for Employable Skills              | Integrierte Gemeinschaftszentren für beschäftigungsfähige Fähigkeiten (?)                                       |
| ICCO  | International Cocoa Organization                                | Internationale Kakao-Organisation                                                                               |
| ICO   | International Coffee Organization                               | Internationale Kaffee-Organisation                                                                              |
| ICT   | Information and Communications Technology                       | Informations- und Kommunikationstechnologie                                                                     |
| ICWU  | Industrial and Commercial Workers' Union                        | Gewerkschaft in Ghana                                                                                           |
| ICVB  | International Cocoa Verification Board                          | Internationaler Prüfverband der Kakao-Industrie                                                                 |
| IDA   | Irrigation Development Authority                                | ghanaische Behörde zur Entwicklung des Bewässerungssystems                                                      |
| IDC   | Industrial Development Corporation                              | Gesellschaft für industrielle Entwicklung                                                                       |
| IDEA  | International Institute for Democratic and Electoral Assistance | Internationales Institut für die Unterstützung von Demokratie und (freien und gerechten) Wahlen                 |
| IDEG  | Institute for Democratic Governance                             | Organisation zur Bekämpfung von Korruption in Ghana                                                             |
| IGF   | Internally Generated Fund                                       | Geldfonds der ghanaischen Regierung für Entwicklung auf Distriktebene                                           |
| IGP   | Inspector-General of the Police                                 | Generalinspektor der Polizei                                                                                    |
| IEA   | The Institute of Economic Affairs                               | Ghanaisches Wirtschaftsforschungsinstitut                                                                       |
| IMC   | Interim Management Committee                                    | Komitee für temporäres Management                                                                               |
| IMWG  | Inter-Ministerial Working Group                                 | interministerielle Arbeitsgruppe                                                                                |
| INCC  | Interim National Coordinating Committee                         | temporäres Nationales Koordinierungskomitee                                                                     |
| INEC  | Interim National Electoral Commission                           | temporäre Nationale Wahlkommission                                                                              |
| INSTI | Institute for Scientific Technological Information              | Institut für wissenschaftliche und technologische Information des CSIR                                          |
| IOM   | International Organization for Migration                        | Internationale Organisation für Migration                                                                       |
| IRI   | Industrial Research Institute                                   | ghanaisches Industrieforschungsinstitut                                                                         |
| ISD   | Information Services Department                                 | Informationsbüro der ghanaischen Regierung                                                                      |
| ISP   | Institutional Strengthening Plan                                | Regierungsprogramm in Ghana                                                                                     |
| ITOCA | Information Training and Outreach Centre for Africa             | Informationszentrum für Afrika                                                                                  |
| IUCG  | Islamic University College, Ghana                               | Universitätscollege in East Legon/Accra des Islamic College for Advanced Studies mit Sitz in London             |
| IVRDP | Inland Valleys Rice Development Project                         | landwirtschaftliches Entwicklungsprojekt in Ghana                                                               |

## J
| JAMB | Joint Admission and Matriculation Board | Zulassungs- und Matrikulationsausschuss ghanaischer Universitäten |
| JCC  | Joint Consultative Committee            | ?                                                                 |
| JCSA | Junior Civil Servants Association       | ?                                                                 |
| JFM  | June Fourth Movement                    | politische Partei in Ghana                                        |
| JHS  | Junior High School                      | Oberstufe oder Gymnasium im ghanaischen Bildungssystem            |
| Jnr. | Junior                                  | Junior                                                            |
| JP   | Justice Party                           | politische Partei in Ghana                                        |
| JPC  | Joint Provincial Council of Chiefs      | Gemeinsamer Provinzrat der Häuptlinge                             |
| JSS  | Junior Secondary School                 | Sekundärschule in Ghana                                           |
| JWAC | Joint West Africa Committee             | ?                                                                 |

## K
| KAIPTC  | Kofi Annan International Peacekeeping Training Centre | nach dem ehemaligen Generalsekretär der Vereinten Nationen, Kofi Annan, benannte Einrichtung zur Schulung von Streitkräften für internationale Friedenseinsätze und Fortentwicklung internationaler Friedenseinsätze westafrikanischer Truppen in Accra |
| KATM    | Komfo Anokye Teaching Hospital                        | Lehr-Krankenhaus in Kumasi |
| KDF     | Kumasi Development Foundation                         | private Stiftung für die Entwicklung Kumasis |
| KEEA    | Kommenda-Edina-Eguafo-Abrem                           | Kommenda-Edina-Eguafo-Abrem Distrikt |
| KETASCO | Keta Senior High Technical School                     | Gymnasium in Keta |
| KIA     | Kotoka International Airport                          | Flughafen Accra |
| KMA     | Kumasi Metropolitan Assembly                          | Distriktparlament vom Kumasi Metropolitan District |
| KMAC    | King's Medal for African Chiefs                       | britischer Orden für afrikanische Häuptlinge |
| KNRG    | Kwame Nkrumah Revolutionary Guards                    | politische Bewegung in Ghana |
| KNUST   | Kwame Nkrumah University of Science and Technology    | Kwame Nkrumah Universität, Kumasi |
| KSTS    | Koforidua Senior High Technical School                | Gymnasium in Koforidua |

## L
| LA   | Legislative Assembly                   | Gesetzgebende Versammlung (während des Unabhängigkeitsprozesses) |
| LAP  | Land Administration Project            | Landverwaltungsreform-Projekt der ghanaischen Regierung 2008     |
| LC   | Lance Corporal                         | Polizeidienstgrad in Ghana                                       |
| LD   | Labour Department                      | Arbeitsamt in Ghana                                              |
| LEAP | Livelihood Empowerment Against Poverty | ghanaisches Regierungsprogramm zur sozialen Grundsicherung       |
| LFA  | Lycée Français Jacques Prévert d'Accra | französische Schule in Accra                                     |
| LGWU | Local Government Workers Union         | Gewerkschaft in Ghana                                            |
| LMIS | Labour Market Information System       | Arbeitsmarkt-Informationssystem der ghanaischen Regierung        |
| LOC  | Local Organizing Committee of Ghana    | staatliches lokales Organisationskomitee in Ghana (2008)         |
| LRP  | Labor Re-deployment Program            | Wiederbeschäftigungsprogramm der ghanaischen Regierung           |
| LTPA | Local Textile Printers Association     | Regionalvereinigung der Textildrucker                            |
| LVRE | Limited Voters Registration Exercise   | Akt des Eintrags ins Wählerlistenverzeichnis in Ghana            |

## M
| MAC    | Military Advisory Council                             | Militärischer Beratungsausschuss |
| MAP    | Muslim Association Party                              | politische Partei in Ghana |
| MATS   | Military Academy and Training School                  | Militärakademie in Ghana |
| MAYAN  | Militant African Youth Against Neo-Colonialism        | politische Untergrund-NGO in Ghana |
| MBE    | Member of the Order of the British Empire             | Mitglied des britischen Empireordens |
| MCE    | Metropolitan Chief Executive                          | Oberste administrative Autorität eines als "Metropolitan" eingestuften Distrikts                                                                              |
| MCE    | Municipal Chief Executive                             | Oberste administrative Autorität eines als "Municipal" eingestuften Distrikts                                                                                 |
| MCI    | Millenium Cities Initiatives                          | für das Jahr 2000 vorgegebene Planungsziele für die lokale Entwicklung ländlicher Städte und Ortschaften                                                      |
| MDG    | Millennium Development Goals                          | staatliches Entwicklungsprogramm in Ghana |
| MDPI   | Management Development and Productivity Institute     | Institut für die Entwicklung und Produktivität des wirtschaftlichen Managements als Institution des ghanaischen Ministeriums für Arbeit und soziale Wohlfahrt |
| MESW   | Ministry of Employment and Social Welfare             | ghanaisches Ministerium für Arbeit und soziale Wohlfahrt |
| MFJ    | Movement for Freedom and Justice                      | politische Partei in Ghana |
| MI     | Military Intelligence                                 | militärischer Geheimdienst in Ghana |
| MiDA   | Millenium Development Authority                       | staatliche Entwicklungsbehörde in Ghana |
| M+J    | Mabey & Johnson                                       | Bestechungs- und Korruptionsskandal in Ghana 2009 |
| MKTC   | Manya Krobo Traditional Council                       | Rat der Manya Krobo-Häuptlinge |
| MMDCEs | Metropolitan, Municipal and District Chief Executives | Beamte der Distriktkörperschaften in Ghana |
| MMR    | Medium Mortar Regiment                                | Artillerieregiment der Streitkräfte Ghanas |
| MOC    | Municipal Oversight Committee                         | Städtische Aufsichtsbehörde in Ghana |
| MoE    | Ministry of Education                                 | Bildungsministerium in Ghana |
| MOFA   | Ministry of Food and Agriculture                      | ghanaisches Ministerium für Ernährung und Landwirtschaft |
| MOFEP  | Ministry of Finance and Economic Planning             | ghanaisches Ministerium für Finanzen und wirtschaftliche Planung                                                                                              |
| MOPAD  | Movement for Peace and Democracy                      | politische Bewegung in Ghana |
| MOTI   | Ministry of Trade and Industry                        | Ministerium für Handel und Industrie |
| Motowu | Achimota High School                                  | Gymnasium (Universität) in Achimota |
| MOV    | Member of the Order of Volta                          | Träger des Volta-Ordens |
| MP     | Member of Parliament                                  | Mitglied des Parlaments |
| MTN    | Mobile Telecommunications Network                     | Mobilfunknetz in Ghana |
| MUC    | Maranatha University College                          | ghanaisches Universitätscollege der christlichen Maranatha-Universität                                                                                        |
| MUC    | Meridian University College, Ghana                    | Universitätscollege in Accra, zur University of Cape Coast gehörig                                                                                            |
| MUCG   | Methodist University College Ghana                    | Universitätscollege der Methodistischen Kirche in Ghana |
| MYC    | Muslim Youth Congress                                 | islamische Jugendorganisation in Ghana |

## N
| NA      | Native Authority                                                               | Eingeborenen-Behörde in Ghana                                                                   |
| NAB     | National Accreditation Board                                                   | staatliche Behörde für Journalistenausbildung und -zulassungen                                  |
| NABPTEX | National Board for Technicians Examinations                                    | TÜV-ähnliche Behörde in Ghana                                                                   |
| NACAP   | National Anti-Corruption Action Plan                                           | Aktionsplan zur Bekämpfung von Korruption in Ghana (unter der Mahama-Regierung)                 |
| NACOB   | Narcotics Control Bureau (Board)                                               | Drogenbehörde Ghanas                                                                            |
| NADECO  | National Development Company                                                   | staatliches Unternehmen in Ghana                                                                |
| NADMO   | National Disaster Management Organization                                      | Katastrophenschutzbehörde in Ghana                                                              |
| NAFAC   | National Festival of Arts and Culture                                          | Nationales Festival der Kunst und Kultur in Ghana                                               |
| NAFTI   | National Film and Television Institute                                         | Schauspielschule (?) in Ghana                                                                   |
| NAG     | National Archives of Ghana                                                     | Nationalarchiv von Ghana                                                                        |
| NAGRAT  | National Association of Graduate Teachers                                      | ghanaische Lehrer-Gewerkschaft                                                                  |
| NAL     | National Alliance of Liberals                                                  | politische Partei in Ghana                                                                      |
| NALCO   | National Association of Local Councils                                         | Nationale Vereinigung der Dorf- und Stadträte in Ghana                                          |
| NAO     | Native Administration Ordinance                                                | lokale Verwaltungsverordnung in Ghana                                                           |
| NAP     | National Action Plan                                                           | Durchführungsbestimmung der ghanaischen Regierung                                               |
| NAPATS  | National Police Academy & Training Schools                                     | Polizeischule in Ghana                                                                          |
| NARAC   | National Agricultural Resources Allocation Committee                           | Vergabekomitee für landwirtschaftliche Nutzflächen in Ghana                                     |
| NASPA   | National Service Personnel Association                                         | Nationale Vereinigung der Staatsbediensteten in Ghana                                           |
| NASSO   | National Association of Socialist Students Organizations                       | Dachverband der sozialistischen Studentenvereinigungen in Ghana                                 |
| NBSSI   | National Board for Small-Scale Industries                                      | Nationaler Ausschuss für Kleinindustrie in Ghana                                                |
| NBTPE   | National Board of Technical and Professional Examinations                      | Nationaler Prüfungsausschuss für berufliche Ausbildung in Ghana                                 |
| NCBWA   | National Congress of British West Africa                                       | Kolonialparlament von Britisch-Westafrika                                                       |
| NCC     | National Commission for Culture                                                | Nationale Kulturkommission in Ghana                                                             |
| NCCE    | National Commission for Civic Education                                        | ghanaischer Verband für zivile Ausbildung                                                       |
| NCCG    | National Cadet Corps Ghana                                                     | Kadetten-Korps der ghanaischen Streitkräfte                                                     |
| NCD     | National Commission for Democracy                                              | Nationale Kommission für Demokratie in Ghana                                                    |
| NCGW    | National Council of Ghana Women                                                | Nationalrat der ghanaischen Frauen                                                              |
| NCP     | National Convention Party                                                      | politische Partei in Ghana                                                                      |
| NCRC    | Nature Conservation Research Center                                            | Ghanaisches Forschungszentrum für Naturschutz                                                   |
| NCWD    | National Council for Women and Development                                     | ghanaischer Nationalrat für Frauen und Entwicklung                                              |
| NDC     | National Defence Committee                                                     | Nationales Komitee für Verteidigung in Ghana                                                    |
| NDC     | National Democratic Congress                                                   | politische Partei in Ghana                                                                      |
| NDF     | National Democratic Front                                                      | politische Partei in Ghana                                                                      |
| NDM     | National Democratic Movement                                                   | politische Partei in Ghana                                                                      |
| NDM     | New Democratic Movement                                                        | politische Partei in Ghana                                                                      |
| NDP     | National Democratic Party                                                      | politische Partei in Ghana                                                                      |
| NDPC    | National Development Planning Commission                                       | Nationale Kommission für Entwicklungsplanung in Ghana                                           |
| NEB     | National Energy Board                                                          | Nationale Energiebehörde in Ghana                                                               |
| NEC     | National Economic Commission                                                   | Nationale Wirtschaftskommission in Ghana                                                        |
| NEPAD   | New Partnership for Africa's Development                                       | Neue Partnerschaft für Afrikas Entwicklung                                                      |
| NES     | National Employment Service                                                    | ?                                                                                               |
| NGA     | New Generation Alliance                                                        | politische Partei in Ghana                                                                      |
| NGP     | New Ghana Party                                                                | politische Partei in Ghana                                                                      |
| NHC     | National House of Chiefs                                                       | Nationale Versammlung der Häuptlinge in Ghana                                                   |
| NHC     | National Haji Committee                                                        | Muslimische Pilgerorganisation in Ghana                                                         |
| NHIA    | National Health Insurance Authority                                            | staatliche Krankenversicherung in Ghana                                                         |
| NHIS    | National Health Insurance Scheme                                               | Nationales Krankenversicherungssystem in Ghana                                                  |
| NIA     | National Identification Authority                                              | staatliche Registrierungsbehörde in Ghana                                                       |
| NIB     | National Investment Bank                                                       | Bank in Ghana                                                                                   |
| NIP     | New Independence Party / National Independence Party                           | politische Partei in Ghana                                                                      |
| NJMD    | New Juaben Municipal District                                                  | Distrikt in Ghana                                                                               |
| NLC     | National Labour Commission                                                     | Nationale Kommission für Arbeit in Ghana                                                        |
| NLC     | National Liberation Council                                                    | Militärjunta in Ghana 1966-1969                                                                 |
| NLCD    | National Liberation Council Decree                                             | Dekret der ghanaischen NLC-Militärjunta 1966-1969                                               |
| NLM     | National Liberation Movement                                                   | politische Partei in Ghana                                                                      |
| NNRI    | National Nuclear Research Institute                                            | Unterabteilung der GAEC                                                                         |
| NNP     | Nkrumah National Party                                                         | politische Partei in Ghana                                                                      |
| NP      | Nationalist Party                                                              | politische Partei in Ghana                                                                      |
| NPA     | National Petroleum Authority                                                   | Staatliche Erdöl-Verwaltungsbehörde in Ghana                                                    |
| NPA     | National Plan of Action                                                        | Aktionsplan der Regierung                                                                       |
| NPECLC  | National Programme for the Elimination of Worst Forms of Child Labour in Cocoa | ghanaisches Regierungsprogramm zur Bekämpfung schlimmer Formen von Kinderarbeit im Kakao-Sektor |
| NPP     | New Patriotic Party                                                            | politische Partei in Ghana                                                                      |
| NPP     | Northern Peoples’ Party                                                        | politische Partei in Ghana                                                                      |
| NPRA    | National Pensions Regulatory Authority                                         | Staatliche Renten- und Pensionsverwaltung in Ghana                                              |
| NPTB    | National Petroleum Tender Board                                                | staatliche Verkaufsbehörde für Mineralölprodukte in Ghana                                       |
| NRC     | National Redemption Council                                                    | Militärjunta in Ghana 1972 - 1978                                                               |
| NRCD    | National Redemption Council Decree                                             | Dekret der NRC-Regierung 1972 - 1978                                                            |
| NREG    | Natural Resource and Environmental Governance                                  | Umweltkontrollbehörde in Ghana                                                                  |
| NRGP    | Northern Rural Growth Programme                                                | Ländliches Entwicklungsprogramm für den Norden Ghanas                                           |
| NRSC    | National Road Safety Commission                                                | Nationale Kommission für Straßensicherheit in Ghana                                             |
| NRP     | National Reform Party                                                          | politische Partei in Ghana                                                                      |
| NSC     | National Security Council                                                      | Nationaler Sicherheitsrat in Ghana                                                              |
| NSD     | National Sanitation Day                                                        | Nationaler Tag der Hygiene in Ghana                                                             |
| NSC     | National Service Corps                                                         | ?                                                                                               |
| NSPS    | National Social Protection Strategy                                            | ghanaisches Regierungsprogramm zur sozialen Absicherung                                         |
| NSS     | National Service Scheme                                                        | ?                                                                                               |
| NSS     | National Service Secretariat                                                   | ?                                                                                               |
| NT      | Northern Territories                                                           | Nordterritorien der britischen Kolonie Goldküste                                                |
| NTC     | Northern Territories Council                                                   | Kolonialparlament der Nordterritorien der britischen Kolonie Goldküste                          |
| NTTC    | National Teacher Training Council                                              | Nationaler Rat für Lehrerausbildung                                                             |
| NUGS    | National Union of Ghana(ian) Students                                          | ghanaischer Studentenverband                                                                    |
| NUS     | National Union of Seamen                                                       | Vereinigung der ghanaischen Seeleute                                                            |
| NVTI    | National Vocational and Technical Institute                                    | Nationales Institut für Berufsausbildung in Ghana                                               |
| NYA     | National Youth Authority                                                       | Nationale Jugendbehörde in Ghana                                                                |
| NYA     | Northern Youth Association                                                     | Jugendorganisation in Ghana                                                                     |
| NYC     | National Youth Council                                                         | Jugendorganisation in Ghana                                                                     |
| NYEP    | National Youth Employment Programme                                            | Nationales Jugendbeschäftigungsprogramm in Ghana                                                |

## O
| OAC                   | Organization for African Community                     | Organisation der Afrikanischen Gemeinschaft                   |
| OATUU                 | Organization of African Trade Unions Unity             | ghanaischer Ableger des Panafrikanischen Gewerkschaftsbunds ? |
| OAU                   | Organization of African Unity                          | Organisation für Afrikanische Einheit                         |
| OCDR                  | Organizing Committee for the Defence of the Revolution | Organisationskomitee zur Verteidigung der Revolution          |
| OIC (OICG, OIC-Ghana) | Opportunities Industrialization Centre - Ghana         | Zentrum für Industrialisierungsmöglichkeiten in Ghana         |
| OOV                   | Officer of the Order of Volta                          | Offizier des Voltaordens                                      |
| OPRI                  | Oil Palm Research Institute                            | ghanaisches Forschungsinstitut für den Ölpalmenanbau          |
| ORC                   | Office of Revenue Commissioners                        | Steuerbüro der ghanaischen Regierung (?)                      |
| OTDC                  | Overseas Trade Development Council                     | ghanaische Entwicklungsgesellschaft für den Überseehandel     |
| OVC                   | orphans, vulnerable children                           | Waisen- und schutzbedürftige Kinder                           |

## P
| PAC      | Pan African Club                                  | Panafrikanischer Club                                                             |
| PAC      | Public Accounts Committee                         | Finanzkontrollbehörde des ghanaischen Parlaments                                  |
| PANAFEST | Pan African Historical Theatre Festival           | zweijährlich stattfindendes Kulturfestival in Cape Coast                          |
| PACU(C)  | Pan-African Christian University College          | christliche Panafrikanische Universität, Sitz Winneba                             |
| PAP      | People's Action Party                             | politische Partei in Ghana                                                        |
| PAT      | Pensions Alliance Trust                           | Renten- und Pensionskasse der ghanaischen Regierung                               |
| PBC      | Pentecost Bible Centre                            | Bildungseinrichtung der Pfingstkirchen in Ghana, Sitz: Madina                     |
| PBD      | Produce Bying Division (of Cocoa Marketing Board) | staatliche Kakao-Aufkaufsgesellschaft                                             |
| PCP      | People's Convention Party                         | politische Partei in Ghana                                                        |
| PDA      | Preventive Detention Act                          | ghanaisches Gesetz über die Sicherungsverwahrung von Personen                     |
| PDC      | People's Defence Committee                        | Volksverteidigungskomitee in Ghana                                                |
| PDD      | Presidential Detail Department                    | Präsidialamt der ghanaischen Regierung                                            |
| PEA      | People's Educational Association                  | Vereinigung für Volksbildung                                                      |
| PEAs     | Private Employment Agencies                       | Private Beschäftigungsgesellschaften in Ghana                                     |
| PENTVARS | Pentecoast University College                     | Gymnasium der Pfingstkirche in Ghana                                              |
| PEPSC    | Producer Enterprises Promotion Services Centre    | Bildungseinrichtung für Nordwest-Ghana                                            |
| PEF      | Private Enterprise Foundation                     | Stiftung der Privatwirtschaft in Ghana                                            |
| PFP      | Popular Front Party                               | politische Partei in Ghana                                                        |
| PFM      | Public Financial Management                       | Finanzkontrollbehörde in Ghana                                                    |
| PGRC     | Plant Genetic Research Center                     | Forschungszentrum für Pflanzengenetik in Ghana                                    |
| PGRRI    | Plantgenetic Ressources Research Institute, Ghana | Forschungsinstitut für Pflanzengenetik in Ghana                                   |
| PHP      | People’s Heritage Party                           | politische Partei in Ghana                                                        |
| PIB      | Price and Incomes Board                           | staatliche Kommission für Preise und Einkommen in Ghana                           |
| PIP      | People's Independent Party                        | politische Partei in Ghana                                                        |
| PLWHA    | Peoples Living With HIV/AIDS                      | HIV/AIDS-infizierte Menschen                                                      |
| PMFJ     | People's Movement for Freedom and Justice         | politische Partei in Ghana                                                        |
| PMMC     | Precious Minerals Marketing Corporation           | staatlicher Edelsteinaufkäufer in Ghana                                           |
| PNC      | People’s National Convention                      | politische Partei in Ghana                                                        |
| PNDC     | Provisional National Defence Council              | Militärjunta in Ghana 1981 - 1992                                                 |
| PNDCL    | Provisional National Defence Council Law          | Gesetz aus der Zeit der PNDC-Militärjunta (1981 - 1992) in Ghana                  |
| PNP      | People’s National Party                           | politische Partei in Ghana                                                        |
| POGR     | President's Own Guard Regiment                    | Leibgarde des ghanaischen Präsidenten                                             |
| POJOSS   | Pope John Senior High School                      | Katholisches Gymnasium in Ghana                                                   |
| POYA     | Popular Youth Association                         | politische Jugendorganisation in Ghana                                            |
| PP       | Progress Party                                    | politische Partei in Ghana                                                        |
| PPAG     | Planned Parenthood Association of Ghana           | Ghanaische Vereinigung für Geburtenregelung                                       |
| PPB      | Public Procurement Board                          | Amt für öffentliches Beschaffungen in Ghana                                       |
| PPC      | Petroleum Promotion Council                       | staatliche Erdölgesellschaft in Ghana                                             |
| PPDD     | Popular Party for Democracy and Development       | politische Partei in Ghana                                                        |
| PPF      | People's Popular Front                            | politische Partei in Ghana                                                        |
| PPP      | People's Popular Party                            | politische Partei in Ghana                                                        |
| PRELOG   | People's Revolutionary League of Ghana            | politische Partei in Ghana                                                        |
| PRLG     | People’s Revolutionary League of Ghana            | politische Partei in Ghana                                                        |
| PRO      | Police Regional Officer                           | Polizeichef einer Region von Ghana                                                |
| PRP      | People's Revolutionary Party                      | politische Partei in Ghana                                                        |
| PSC      | Police Service Commission                         | untergeordnete Abteilung der ghanaischen Polizei                                  |
| PSG      | Pharmaceutical Society of Ghana                   | Pharmazeutische Gesellschaft Ghanas                                               |
| PSI      | Presidential's Special Initiatives                | Sonderinitiativen des ghanaischen Präsidenten                                     |
| PSWU     | Public Services Workers' Union                    | Gewerkschaft der Angestellten des Öffentlichen Dienstes in Ghana                  |
| PTWU     | Post and Telecommunications Workers' Union        | Gewerkschaft der Angestellten der Post und Telekommunikationsunternehmen in Ghana |
| PTA      | Parent-Teacher Association                        | Zweig der staatlichen Schulbehörde in Ghana                                       |
| PUC      | Pentecost University College                      | Universitätscollege der Pfingstkirchen in Ghana                                   |
| PUC      | Presbyterian University College                   | Universitätscollege der Presbyterianischen Kirche von Ghana                       |
| PWDs     | People with Disabilities                          | Behinderte                                                                        |
| PYG      | Patriotic Youth of Ghana                          | politische Jugendorganisation in Ghana                                            |

## R
| RAC    | Royal African Company                          | britische historische Handelsgesellschaft für den Westafrikahandel                                  |
| RACCLI | Royal African Colonial Corps of Light Infantry | |
| RAF    | Regional Office for Africa                     | Regionalbüro der Welternährungsorganisation mit Sitz in Accra/Ghana                                 |
| RAO    | Research and Advocacy Organizations            | Organisation(en) der Ermittler und Anwälte                                                          |
| RC     | Regional Commissioner                          | Regionalkommissar in Ghana                                                                          |
| RCC    | Regional Coordinating Council                  | Planungs- und Koordinierungsstab eines Regionalministers                                            |
| RCBs   | Rural and Community Banks                      | Gesamtheit der in ländlichen Bereichen aktiven Banken                                               |
| RDC    | Regional Development Corporation               | Regionale Entwicklungsgesellschaft in Ghana                                                         |
| REGSEC | Northern Regional Security Council             | Rat für die Aufrechterhaltung der öffentlichen Ordnung und Sicherheit in der Northern Region Ghanas |
| RPCO   | Regional Police Communications Officer         | (früherer) Polizeisprecher auf Distriktebene                                                        |
| RPI    | Radiation Protection Institute                 | Unterabteilung der GAEC                                                                             |
| ROCAS  | Royal Care and Support                         | sozial engagierte Regional-NGO mit Sitz in Ho (Volta Region)                                        |
| ROPAL  | Representation of the People's Amendment Law   | Repräsentation der berichtigten Fassung des Bürger-Gesetzes in Ghana, 2007                          |
| RTI    | Right to Information Coalition                 | Ghanaische NGO für Informationsfreiheit                                                             |
| RWAFF  | Royal West African Frontier Force              | britische Militäreinheit der Kolonialzeit                                                           |

## S
| SAEMA   | Shama Ahanta East Metropolitan Assembly              | Distriktparlament vom Shama Ahanta East Metropolitan District                                                       |
| SADA    | Ghana Savannah Accelerated Development Authority     | Ghanaische Institution zur Umsetzung von Entwicklungshilfe im Norden Ghanas                                         |
| SAG     | Senior Advocate of Ghana                             | ghanaischer Rechtsanwalt im Ruhestand                                                                               |
| SAGISS  | St. Anne's Girls' Senior Secondary School            | Schule in Damongo                                                                                                   |
| SAL     | Structural Adjustment Loan                           | Darlehen für ein strukturelles Anpassungsprogramm der Weltbank                                                      |
| SAP     | Structural Adjustment Program                        | strukturelles Anpassungsprogramm der Weltbank                                                                       |
| SCMB    | State Cocoa Marketing Board                          | Staatskommission für die Vermarktung von Kakao in Ghana                                                             |
| SCOA    | Société Commerciale de l'Ouest Africain              | Westafrika-Handelsgesellschaft                                                                                      |
| SDA     | Seventh-Day Adventists                               | Siebenten-Tags-Adventisten                                                                                          |
| SDF     | Social Democratic Front                              | politische Partei in Ghana                                                                                          |
| SEC     | State Enterprises Commission                         | ghanaische Staatskommission für Unternehmen                                                                         |
| SFO     | Serious Fraud Office                                 | Betrugsdezernat der ghanaischen Polizei                                                                             |
| SGMC    | State Gold Mining Corporation                        | staatlicher Goldminenbetreiber in Ghana                                                                             |
| SHS     | Senior High School                                   | Oberstufe oder Gymnasium im ghanaischen Bildungssystem                                                              |
| SMC     | State Mining Companies                               | staatliche Minengesellschaften in Ghana                                                                             |
| SMC     | Supreme Military Council                             | Militärjunta in Ghana 1975 - 1979                                                                                   |
| SMCD    | Supreme Military Council Decree                      | Dekret der Militärjunta in Ghana 1975 - 1979                                                                        |
| SME     | Small and Medium Enterprises                         | kleine und mittelständische Unternehmen in Ghana                                                                    |
| SNAS    | School of Nuclear and Allied Sciences                | Unterabteilung der GAEC                                                                                             |
| SOERP   | Stated-Owned Enterprise Reform Program               | staatliches Programm zur Unternehmensreform in Ghana                                                                |
| SONA    | Society of National Affairs                          | ...? (....Institution der Regierung?)                                                                               |
| SPG     | Society for the Propagation of the Gospel            | Gesellschaft zur Verbreitung des Evangeliums                                                                        |
| SPLiT   | Social Protection and Livelihood Technical Committee | Institution des Ghanaischen Ministeriums für Arbeit und soziale Wohlfahrt                                           |
| SPP     | Special Public Prosecutor                            | Sonder-Staatsanwalt in Ghana                                                                                        |
| SRC     | Students' Representative Council                     | Studentenvertretung an ghanaischen Universitäten                                                                    |
| SRIC    | Socially Responsible Investment Coalition            | Nichtregierungsorganisation (NGO) in Ghana                                                                          |
| SRID    | Statistics, Research and Information Directorate     | Direktorat für Statistiken, Forschung und Information des ghanaischen Ministeriums für Ernährung und Landwirtschaft |
| SSNIT   | Social Security and National Insurance Trust         | staatliche Rentenagentur in Ghana                                                                                   |
| STAFAMS | State Farms Corporation                              | Betreibergesellschaft von Staatsfarmen in Ghana                                                                     |
| STWSS   | Small Town Water Supply System                       | Wasserbelieferungssystem für ländliche Kleinstädte in Ghana                                                         |
| Supt.   | Superintendant                                       | Polizeidienstgrad in Ghana                                                                                          |
| SUSEC   | Sunyani Senior High School                           | Gymnasium in Sunyani                                                                                                |
| SWAG    | Sports Writers Association of Ghana                  | ghanaischer Verband der Sportjournalisten                                                                           |

## T
| TAMASEC | Tamale Secondary School                         | Sekundärschule in Tamale                                       |
| TBA     | Traditional Birth Attendant                     | traditionelle Hebamme in Ghana                                 |
| TC      | Togoland Congress                               | politische Partei in Ghana                                     |
| TCC     | Technology Consultancy Center                   | ghanaisches Technologie- und Beratungscenter                   |
| TCOR    | Trusteeship Council Official Records            | Berichte des/eines Kuratoroioumsrates in Ghana (?)             |
| TCP     | Togoland Congress Party                         | politische Partei in Ghana                                     |
| TDC     | Tema Development Corporation                    | Tema-Entwicklungsgesellschaft                                  |
| TEDB    | Timber Export Development Board                 | ghanaische Entwicklungskommission für den Holzexport           |
| TEWU    | Teachers and Educational Workers' Union         | Lehrergewerkschaft in Ghana                                    |
| TF      | Third Force                                     | politische Partei in Ghana                                     |
| TGH     | Tema General Hospital                           | Krankenhaus in Tema                                            |
| THLD    | Twifo-Heman-Lower Denkyira District             | Distrikt der Central Region von Ghana                          |
| TMB     | Timber Marketing Board                          | staatlicher Holzhandel in Ghana                                |
| TPFA    | Temporary Pension Fund Account                  | Temporärer Fonds für staatliche Renten der Bank of Ghana       |
| TSSP    | Trade Sector Support Programme                  | Hilfsprogramm der ghanaischen Regierung für den Handelssektor  |
| TTI     | Takoradi Technical Institute                    | Berufsschule in Takoradi / Ghana                               |
| TUC     | Trades Union Congress                           | Gewerkschaft in Ghana                                          |
| TVET    | Technical and Vocational Education and Training | Berufsschule in Ghana                                          |
| TVT     | Trans-Volta Togoland                            | (ehemals ?) zu Togo gehöriges Gebiet östlich des unteren Volta |

## U
| UAC    | United Africa Company                         | britische Handelsgesellschaft für den Afrikahandel in der jüngeren Kolonialzeit                |
| UAF    | United Action Front                           | politische Partei in Ghana                                                                     |
| UBA    | United Bank for Africa                        | Bank in Ghana                                                                                  |
| UCC    | University of Cape Coast                      | Universität in Cape Coast                                                                      |
| UCOMS  | University College of Management Studies      | Ghanaisches Universitätscollege für Management                                                 |
| UDDT   | Urine-diverting dry toilet                    | Trockentoilette                                                                                |
| UDS    | University for Development Studies            | Universität für Entwicklungsfragen in Tamale                                                   |
| UENR   | University of Energy and Natural Ressources   | Ghanaische Universität für Forschungen auf dem Gebieten der Energie und natürlichen Ressourcen |
| UEW    | University of Education, Winnebah             | Pädagogische Universität in Winnebah                                                           |
| UG     | University of Ghana                           | Universität von Ghana                                                                          |
| UGCC   | United Gold Coast Convention                  | politische Partei in der jüngeren Kolonialzeit                                                 |
| UGFC   | United Ghana Farmers' Council                 | Bauernvereinigung in Ghana                                                                     |
| UGFCC  | United Ghana Farmers' Council of Cooperatives | Bauernvereinigung in Ghana                                                                     |
| UGMRC  | United Ghana Muslim Representative Council    |                                                                                                |
| UMaT   | University of Mines and Technology            | Universität für Bergbau und Technologie, Tarkwa                                                |
| UMB    | Universal Merchant Bank                       | Bank in Ghana                                                                                  |
| UNIFIL | United Nations Interim Force in Lebanon       | Interimstruppe der Vereinten Nationen in Libanon                                               |
| UNOWA  | United Nations Office for West Africa         | UN-Organisation für Westafrika                                                                 |
| UNP    | United Nationalist Party                      | politische Partei in Ghana                                                                     |
| UNTSO  | United Nations Truce Supervision Organization | Organisation der Vereinten Nationen zur Überwachung des Waffenstillstands                      |
| UP     | United Party                                  | politische Partei in Ghana                                                                     |
| UPPI   | United Progress Party International           | ghanaische Oppositionspartei der 1980er mit Sitz in London                                     |
| UPSA   | University of Professional Studies, Accra     | Universität in Accra                                                                           |
| UST    | University of Science and Technology          | ghanaische Universität                                                                         |
| UTAG   | University Teachers Association of Ghana      | Verband der ghanaischen Hochschullehrer                                                        |
| UUY    | Universal United Youth Organization           | NGO-Jugendorganisation in Ghana                                                                |

## V
| VAG     | Veterans Association of Ghana                       | ghanaische Vereinigung der Veteranen                                               |
| VALCO   | Volta Aluminium Company                             | Betreibergesellschaft der Aluminiumschmelze in Tema/Ghana                          |
| VC      | Vice Chancellor                                     | Vizekanzler (zum Beispiel einer Universität)                                       |
| VBRP    | Volta Basin Research Project                        | Forschungsprojekt Volta-Bassin                                                     |
| VLRDP   | Volta Lake Research and Development Projekt         | Forschungs- und Entwicklungsprojekt für den Volta-Stausee                          |
| VORADEC | Volta Regional Agricultural Development Corporation | Gesellschaft für die landwirtschaftliche Entwicklung für die Volta-Region in Ghana |
| VORADEP | Volta Regional Agricultural Development Project     | landwirtschaftliches Entwicklungsprojekt für die Volta Region in Ghana             |
| VRA     | Volta River Authority                               | staatliche Betreibergesellschaft des Wasserkraftwerkes am Akosombo-Staudamm        |
| VRCC    | Volta Regional Co-ordinating Council                | Koordinierender Rat der Volta Region in Ghana                                      |
| VRP     | Volta River Project                                 | Entwicklungsprogramm für die Volta-Region in Ghana                                 |
| VSD     | Veterinary Service Directorate                      | Veterinäramt in Ghana                                                              |
| VVU     | Valley View University                              | Privatuniversität in Oyibi, Ghana                                                  |

## W
| WAAC   | West African Airways Corporation                    | westafrikanische Fluggesellschaft                                       |
| WACA   | West African Court of Appeal                        | westafrikanischer Berufungsgerichtshof                                  |
| WAEC   | West African Examination Council                    | westafrikanische Unterstützungsorganisation für nationale Schulbehörden |
| WAFF   | West African Frontier Force                         | britische Militäreinheit im kolonialen Westafrika                       |
| WAGP   | West African Gas Pipeline                           | Erdgas-Pipeline zwischen Nigeria und Ghana                              |
| WAMI   | West African Monetary Institute                     | Westafrikanisches Währungsinstitut                                      |
| WAMZ   | West African Monetary Zone                          | Westafrikanische Währungszone                                           |
| WANEP  | West African Network for Peace building             | westafrikanischer Dachverband für friedensengagierte NGOs               |
| WANS   | West African National Secretariat                   | ghanaisches Nationalsekretariat für Westafrika                          |
| WASEC  | Wa Secondary School                                 | Sekundärschule in Wa (Ghana)                                            |
| WASSCE | West Africa Senior Secondary Certificat Examination | Westafrikanisches Zertifikat in der Erwachsenenqualifizierung           |
| WASU   | West African Students' Union                        | Westafrikanische Studentenunion                                         |
| WAYL   | West African Youth League                           | Westafrikanische Jugendliga                                             |
| WDC    | Workers' Defence Committee                          | ghanaischer Gewerkschaftsverband                                        |
| WRC    | Water Ressources Commission                         | Staatliche Wasserbehörde in Ghana                                       |
| WREDEC | Western Regional Development Corporation            | Entwicklungsgesellschaft für die Western Region in Ghana                |

## Y
| YAG | Youth Association of Ghana | Jugendorganisation in Ghana                     |
| YEN | Youth Employment Network   | Beschäftigungsprogramm der UNO                  |
| YES | Youth Enterprise Support   | Existenzgründungshilfe für Jugendliche in Ghana |
| YPM | Young Pioneer Movement     | Jugendorganisation in Ghana                     |
| YSG | Youth Study Group          | ghanaische Gruppe für Jugendforschung           |